# Червонец Гелла
Червонец Гелла, или червонец гелла или червонец голубоватый или многоглазка голубоватая, или многоглазка гелла (лат. Lycaena helle) — дневная бабочка из семейства голубянок.

## Этимология латинского названия
Гелла (греческая мифология) — дочь Афаманта, царя беотийского города Орхомен, и богини облаков Нефелы. Во время бегства от злой мачехи Ино, Гелла упала со спины летящего по воздуху златорунного барана в воды пролива и утонула. С тех пор этот пролив получил название Геллеспонт (современные Дарданеллы).

## Описание
Бабочки с длиной передних крыльев 12-15 мм. Окраска верхней стороны крыльев самца рыжеватая с ярким фиолетовым блеском, у самки — рыжеватая с черными точками и синеватой перевязью по краю. Нижняя сторона задних крыльев тёмно-коричневая с рядом оранжевых пятен, в субмаргинальной области доходящих до вершины крыла, и ровным рядом чёрных точек параллельно краю. Основной цвет нижней стороны передних крыльев ярко-рыжий. Снизу передних и задних крыльев чёрные предкраевые точки окаймлены резкой белой оторочкой, часто слитой в единую полосу, а на задних крыльях — представленной белыми скобочками.

## Ареал
Центральная и Северная Европа, Центральная и Южная Сибирь (на восток до Тихого океана, восточнее Западной Сибири южнее 65-й параллели и без севера Дальнего Востока), хребты Джунгарского Алатау и Саур в Восточном Казахстане, Монголия, Северный Китай.
Распространение в Восточной Европе охватывает практически всю территорию. Однако в Восточной Европе вид редок и локален. Зарегистрировано несколько популяций в Польше. На территории Восточной Европы вид исчез в Словакии, Венгрии. Очень редок данный вид в Литве, где встречается только на востоке страны. В Беларуси в настоящее время известны только две локальные популяции (в Гродненской области и Березинском заповеднике). В Минской области два места обитания вида были уничтожены при мелиорации. На Украине достоверно известен лишь из немногочисленных локалитетов из Волынской, Львовской, Закарпатской областей. Сохранился также в окрестностях Киева, где территория обитания вида не превышает площади в 10 га. Ранее регистрировался также в Ивано-Франковской (до 1936 г.), Винницкой (1908 г.) и Житомирской (до 1930 г.) областях. В России практически повсюду локален, более обычен в средней полосе и на севере до средней тайги, а также на субальпийских лугах Центрального Кавказа, на высоте около 1500—2000 м над ур. м. Северные местонахождения вида известны в Архангельской области, окрестностях Лувеньги и Кандалакши (Мурманская область), на Приполярном Урале. На севере локально известен из средней полосы: Ивановской области, западных районов Тверской области, востока Псковской области, окрестностей Владимира, Калужской области, северных районов Московской области. На юге ареала достигает Татищевского района Саратовской области, лесостепи Белгородской области, Курской и Пензенской областей. Самое южное известное местонахождение вида находится в Ростовской области (станция Митякинская). Широко распространён на всем Урале (от Южного до Приполярного Урала).

## Местообитания
Населяет лесные торфяные болота, заболоченные луга, окраины низинных болот. На юге ареала населяет влажные луга на торфянистых почвах в старовозрастных смешанных лесах. На Кавказе средой обитания являются субальпийские высокотравно-разнотравные луга (преимущественно на северных склонах) на высоте от 1700 до 2300 м над ур. м. На Урале и в Сибири населяет влажные лесные луга на равнине и в горах, местами до гольцов, нередко поймы рек. В Приамурье изредка встречается на сухих лужайках и грунтовых обнажениях.

## Биология
В Беларуси и на большей части России развивается в одном поколении, лёт бабочек — с начала мая до середины июня. В Польше, Словакии и на Украине встречается с конца апреля по июнь и в июле-августе (вторая генерация развивается, вероятно, лишь частично, то есть часть куколок первой генерации остаётся на зимовку до весны следующего года). На Кавказе лет бабочек наблюдается в конце июня — начале июля.
Яйца белые или зеленоватые, в мелких вмятинках, с тёмной вершиной. Самка откладывает по 1-4 яйца на нижнюю сторону листьев, у оснований листьев или на стебли кормового растения, невысоко над землей.
Гусеница желтовато-зелёная, с тёмно-зелёной в светлом обрамлении полоской вдоль спины и желтоватой над ногами на каждом боку. Голова желтовато-оранжевая. Тело в коротких густых зелёных волосках на желтоватых бородавочках. Гусеницы большую часть времени на нижней стороне листа, выедая нижний эпидермис и губчатую ткань листа; лишь после последней линьки гусеницы поедают лист целиком или выедают сквозные дыры. Гусениц можно обнаружить с мая по октябрь.
Куколка желтовато-бурая с тёмным обрамлением дыхалец и коричневыми линиями на крыловых зачатках. Окукливание проходит вблизи поверхности земли на стеблях или мертвых остатках растений. Зимует куколка.
Кормовые растения гусениц: змеевик большой, спорыш, щавель кислый, щавель водяной, горец змеиный.

## Охрана
В Красной книге Международного союза охраны природы (МСОП) вид имеет 3 категорию охраны (VU — уязвимый таксон, находящиеся под угрозой исчезновения в перспективе, в силу морфофизиологических и/или поведенческих особенностей, делающих их уязвимыми при любых, даже незначительных, изменениях окружающей среды).
Включён в «Красную книгу Европейских дневных бабочек» с категорией SPEC3 — вид, обитающий, как в Европе, так и за её пределами, но находящийся на территории Европы под угрозой исчезновения.
Включён в Красные книги Восточной Фенноскандии (1998) для Германии (1-категория), Швеции (4 категория), Финляндии (4 категория), Карелии (4 категория), Норвегии (3 категория); Литвы (1992), (1 категория); Беларуси (2 категория); Московской области России (1998), (1 категория).